# کلب ورزشی میوند
کلب ورزشی میوند یا باشگاه ورزشی میوند یک باشگاه (کلب یا کلوپ) ورزشی افغانستانی است که در کابل قرار دارد و در ورزش‌های کشتی، تکواندو و فوتبال فعالیت می‌کند. شهرت این باشگاه بیشتر به خاطر تیم فوتبالش است که هم‌اکنون در لیگ برتر فوتبال کابل بازی می‌کند. این تیم سابقه قهرمانی در لیگ دسته دو کابل (۱۳۵۷) و لیگ دسته برتر کابل (۱۳۷۶) را نیز دارد. میوند در سال ۲۰۰۷، در میان ۱۲ تیم لیگ کابل به مقام هشتم رسید.